# Бэрд, Тадеуш
Таде́уш Бэрд (пол. Tadeusz Baird; 26 июля 1928, Гродзиск-Мазовецкий — 2 сентября 1981, Варшава) — польский композитор XX века шотландского происхождения.

## Биография
Бэрд родился в городе Гродзиск-Мазовецкий, в семье отца шотландца Эдварда и русской матери Марии (урождённой Поповой). Учился фортепиано и музыковедению в Варшаве, в частности у Казимежа Сикорского. В 1956 году вместе с Казимежем Сероцким организовал международный фестиваль современной музыки «Варшавская осень». В 1974 году он начал преподавать композицию в Государственном музыкальном колледже (ныне Академия музыки) в Варшаве. В 1977 году в качестве профессора был приглашен на должность учителя в класс композиции в Варшавской музыкальной академии. В 1979 году стал членом «Academie der Künste der Deutschen Demokratischen Republik» (Берлин). Умер в 1981 году, в возрасте 53 лет.